# 策湖养殖场
策湖养殖场，是中华人民共和国湖北省黄冈市浠水县下辖的一个类似乡级单位。

## 行政区划
下辖以下地区：
山洲坪村、茅山闸村、仙女庙村、四壕村、策湖村、蒿墩村、中墩生活区和梅子湖畜牧良种场生活区。